# Nationaal Tabaksmuseum

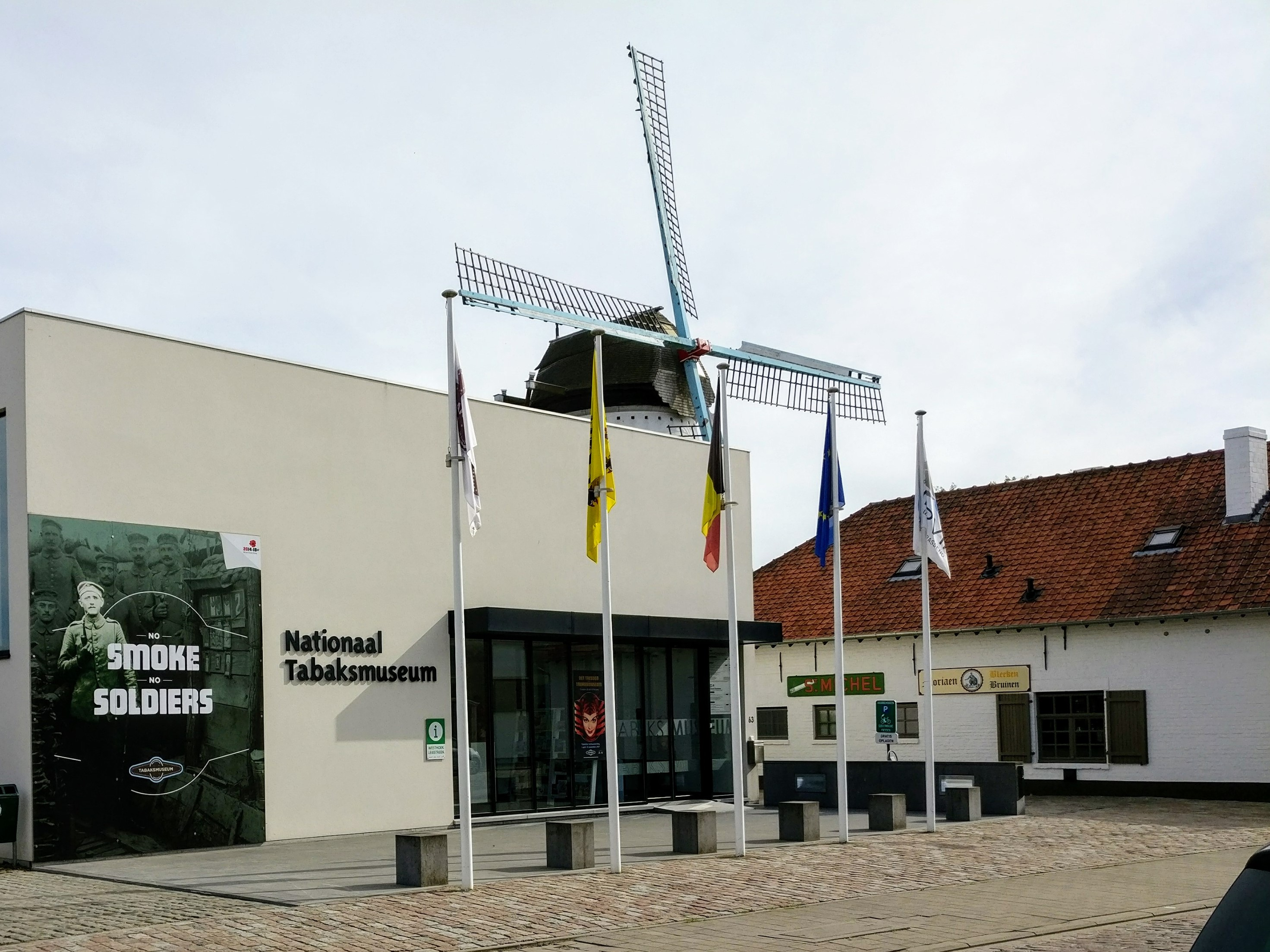
Ingang

Het Nationaal Tabaksmuseum is een museum in de West-Vlaamse stad Wervik, gewijd aan de tabakscultuur. Aan de hand van honderden collectievoorwerpen wordt de wereld van de tabak geïllustreerd. De attributen van de roker, de geschiedenis van de tabaksreclame, de tabaksverpakking en de tabaksteelt in de Wervikse regio komen aan bod. Naast het museum bevindt zich de herberg "In den Grooten Moriaen".
Tot voor enkele jaren was België zeven tabaksmusea rijk, in Wervik, Harelbeke, Geraardsbergen, Sint-Niklaas, Vresse-sur-Semois, Nimy en Andenelle. Vandaag blijven daar alleen het Pijp- en Tabaksmuseum in Sint-Niklaas en het Nationaal Tabaksmuseum in Wervik van over. 

## Historiek

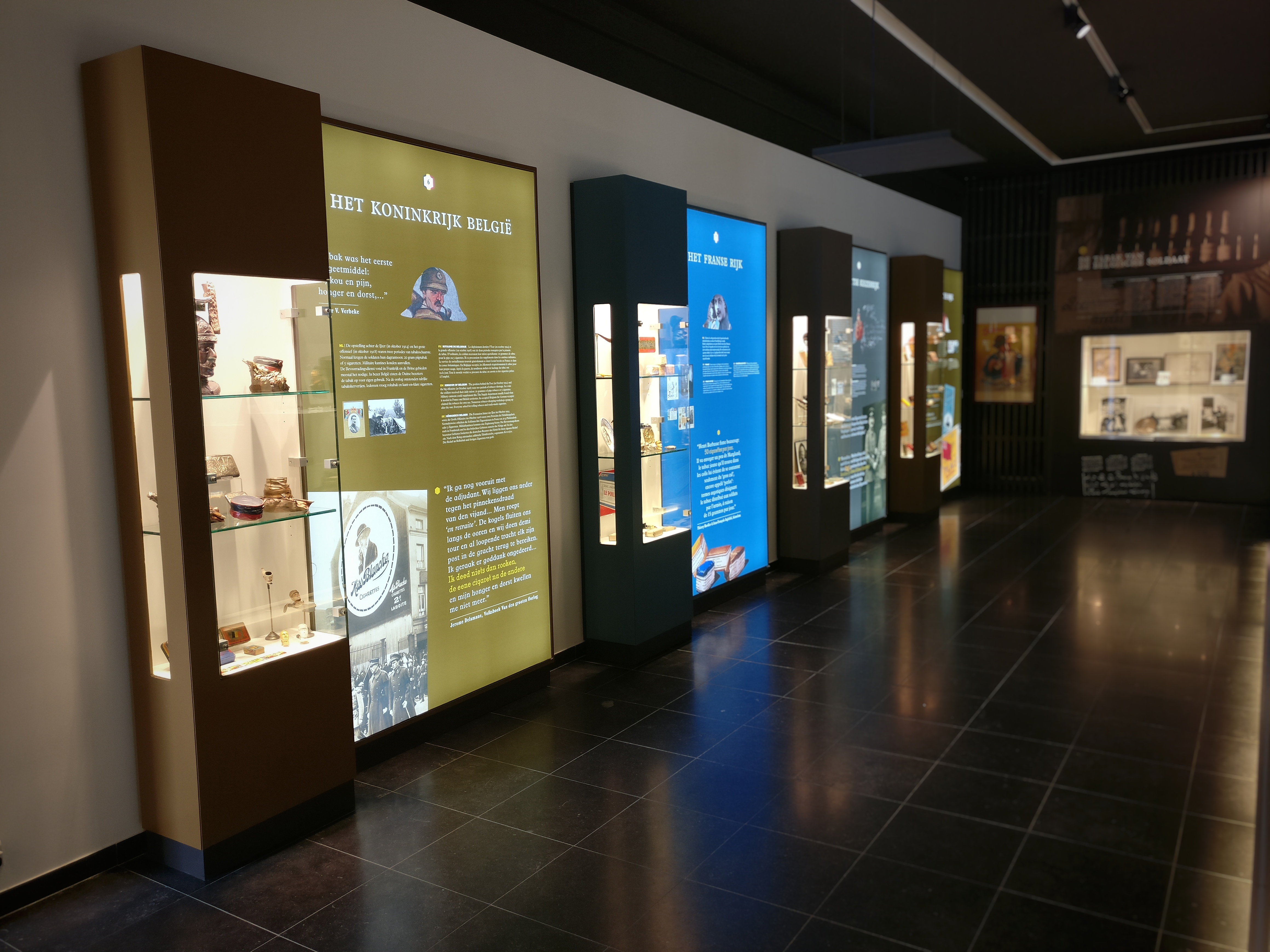
Zaal 1

Het idee om een tabaksmuseum op te richten kwam er voor het eerst in het jaar 1961 via de nationale VTB-VAB-voorzitter Van Overstraeten. Het voorstel was om het tabaksmuseum te huisvesten in de oude Briekenmolen (1783), een beschermd monument sinds 1947. Die was echter in zo'n slechte staat, dat restauratiewerken verplicht waren. Ondanks de goede bedoelingen, viel het project stil en kreeg de Briekenmolen een andere bestemming. Pas halfweg de jaren zeventig (1975) werd terug aangedrongen door het provinciaal bestuur voor de oprichting van een museum rond de typische nijverheidsteelt van de streek, namelijk de tabak. Op het einde van het jaar 1979 ging de stad Wervik dan toch eindelijk over tot de aankoop van de Briekenmolen.
In het jaar 1981 werd "De Vrienden van het Tabaksmuseum" boven de doopvont gehouden. Deze vzw moest de drijvende kracht worden achter het museum en de uitbouw en uitstraling van het museum bevorderen. Een gemeentelijke vzw, het Stedelijk Beheer van het Tabaksmuseum (SBT), zou het eigenlijke beheer toegewezen krijgen.
Het zou jaren duren voor het museum daadwerkelijk de deuren kon openen. Het aanvragen van vergunningen, subsidies, houden van vergaderingen, enzovoort duurde veel langer dan verwacht. Ondertussen bleef de vzw "De Vrienden van het Tabaksmuseum" de collectie vergroten met allerlei antieke, kunst- en gebruiksvoorwerpen rond tabak. In 1984 konden de restauratiewerken aan de Briekenmolen en zijn bijgebouwen beginnen.
In aanwezigheid van gouverneur Vanneste, burgemeester Albert Deconinck en minister Deprez kon het Tabaksmuseum op 4 april 1987 de deuren openen. Een collectie van ruim 2.000 stukken kon zijn eerste bezoekers ontvangen.
In het jaar 1989 opende het museum drie nieuwe afdelingen. Een archeologisch gedeelte werd toegevoegd bij het geheel, net zoals een didactisch luik over teelt. Ten slotte werd een oude tabakskerverij ingericht, waarvan alle stukken gesitueerd mogen worden tussen 1800 en de Tweede Wereldoorlog.
In mei 2000 werd de eerste steen gelegd voor de uitbreiding van het tabaksmuseum, dat ondertussen te klein geworden was. Op 13 juni 2003 kon het nieuwe gebouw officieel geopend worden door minister Landuyt en het Wervikse stadsbestuur. Vanaf dit ogenblik mocht het museum zich ook het Nationaal Tabaksmuseum noemen.
Een jaar later werd een educatieve ruimte toegevoegd aan het museum, om het geheel toegankelijk te maken voor lessenreeksen en activiteiten voor jonge bezoekers. Voor elke graad werd een educatief pakket samengesteld met aandacht voor de tabaksteelt, de tabaksgeschiedenis en een stukje tabakspreventie.

## Zalen

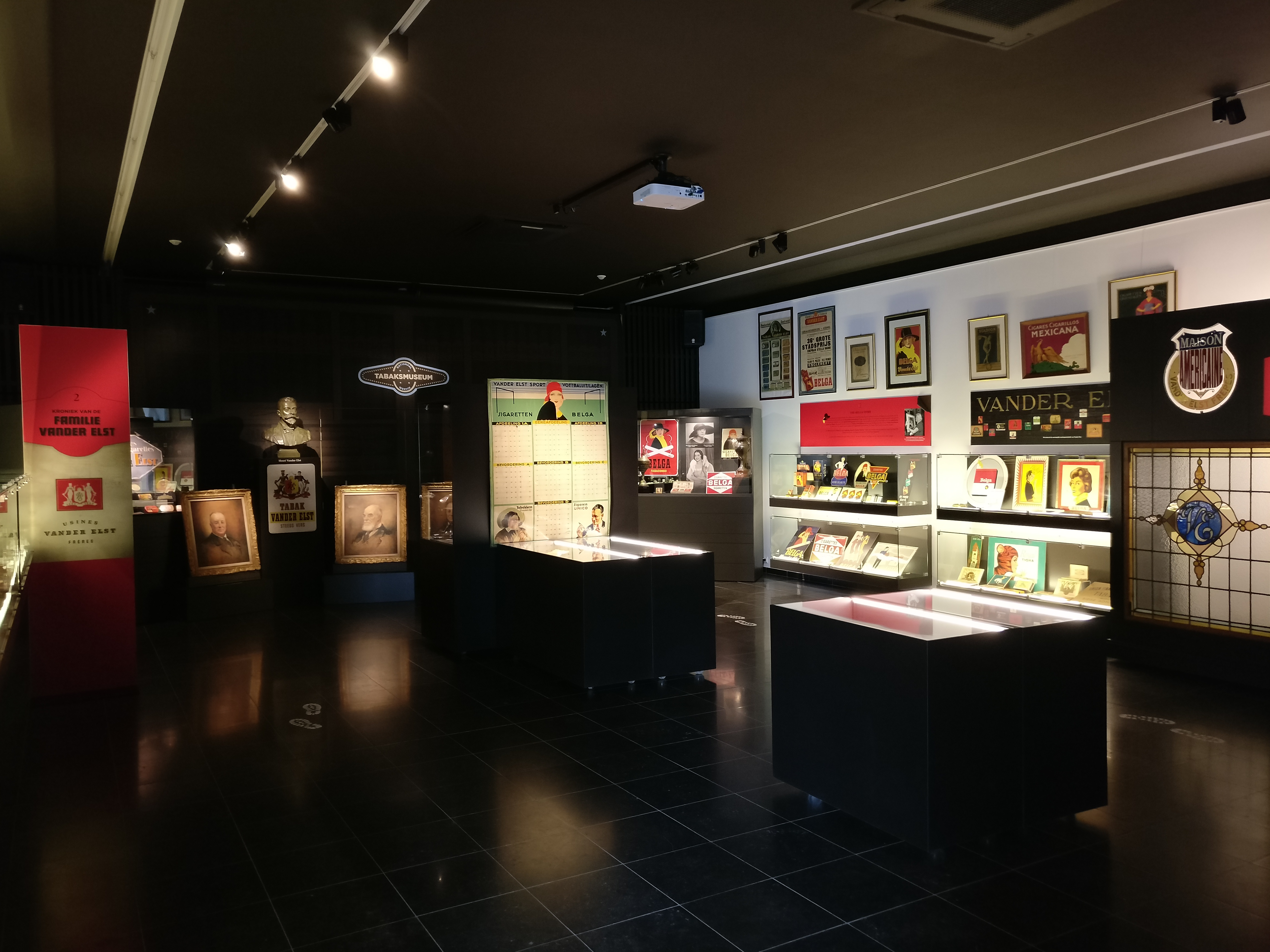
Zaal 2

- Een educatieve ruimte voor het ontvangen van jongeren in schoolverband;
- Een tabaksruimte;
- Een Egyptische kamer;
- Een zaal met tegels en schilderijen;
- Een gereconstrueerde leefkamer met rokersmeubilair;
- Een vooroorlogse tabakskerverij;
- Een natuurgetrouwe reconstructie met origineel materiaal van een zeventiende-eeuwse rokerskroeg;
- Een archief met een collectie boeken en documenten over tabak + verzamelingen van sigarenbandjes, postkaarten, sigarettenprentjes, speelkaarten, verpakkingen en publiciteit.

## Tentoonstellingen
- 1990: Pentekeningen Belgische Douanekantoren;
- 1991: Tabak en Bier;
- 1992: Tabak en Erotiek;
- 1993: Tabak en Soldaat;
- 1994: Tabak en Vorsten;
- 1996: Exotische vrouwen;
- 1997: Een Snuifje meneer Pastoor?
- 1998: Egyptomania;
- 1999: 101 bizarre zaken;
- 2000: De grooten der Aarde;
- 2001: Opgravingen in Wervik;
- 2001: Liefde op het eerste gezicht;
- 2002: Vlaendren mijn Land;
- 2002: La Belle et la Bête;
- 2003: Van Romulus tot Nero;
- 2003: Tabak en Sport: Met de Vlam in de Pijp;
- 2004: En de boer… die ploegde voort;
- 2005: De pijp maakt de man;
- 2006: Smokes for soldiers;
- 2007: Charmante Meisjes op Shangai posters;
- 2007: Straffe toebak;
- 2007: Een snuifje romantiek;
- 2008: Kinderen en Tabak;
- 2010: Mongoolse rookgewoonten;
- 2011: Gauloises - Franse sigarettentrots met Gallische roots;
- 2012: Vlamingen in de goudgele zandbak: Vlaamse migrant in de Canadese tabaksteelt;
- 2012: Reservistenpijpen kleuren de Duitse legers;
- 2012: Oranje Boven! - Geelkoperen tabaksdozen vertellen Hollandse verhalen;
- 2013: Camel - 100 Years Re-Mixed;